# دايسوكي أوكو
دايسوكي أوكو (奧 大介) (ولد 7 فبراير 1976- 17 أكتوبر 2014) هو لاعب كرة قدم ياباني سابق، شارك في كأس آسيا 2000, وكأس القارات 2003.

## مسيرته الكروية
لعب دايسوكي أوكو خلال مسيرته الاحترافية مع 3 أندية في ثلاثة عشر موسمًا وسجل خلالها 62 هدفًا ضمن 280 مباراة. ولم يفز بأي موسم بالكأس وفاز في أربعة مواسم بالدوري.
خاض دايسوكي أوكو مسيرته مع نادي جوبيلو إيواتا في موسم 1995 ليلعب معه سبعة مواسم، مشاركًا في 147 مباراة سجل خلالها 36 هدفًا. ثم انتقل إلى نادي يوكوهاما إف مارينوس في موسم 2002 ليلعب معه خمسة مواسم، حيث شارك في 117 مباراة سجل خلالها 25 هدفًا. لينتقل بعدها إلى نادي يوكوهاما ما بين عامي 2007 و2008 لمدة موسم واحد، مشاركًا في 16 مباراة سجل خلالها هدفًا واحدًا.

## الإحصاءات الدولية
| منتخب اليابان | منتخب اليابان | منتخب اليابان |
| السنه         | المشاركة      | الأهداف       |
| ------------- | ------------- | ------------- |
| 1998          | 1             | 0             |
| 1999          | 5             | 1             |
| 2000          | 12            | 1             |
| 2001          | 4             | 0             |
| 2002          | 0             | 0             |
| 2003          | 3             | 0             |
| 2004          | 1             | 0             |
| المجموع       | 26            | 2             |

## روابط خارجية
- دايسوكي أوكو على موقع الاتحاد الدولي (مؤرشف)  (الإنجليزية)
- دايسوكي أوكو على موقع رابطة كرة القدم اليابانية للمحترفين (اليابانية)
- دايسوكي أوكو على موقع قاعدة بيانات كرة القدم.إي يو (الإنجليزية)
- دايسوكي أوكو على موقع ناشيونال فوتبول تيمز (الإنجليزية)
- دايسوكي أوكو على موقع Soccerway.com (الإنجليزية)
- دايسوكي أوكو على موقع عالم كرة القدم.نت (الإنجليزية)

1. ↑  "Former Japan soccer star Oku killed in car crash". Japan Today. 17 أكتوبر 2014. مؤرشف من الأصل في 2016-10-20. اطلع عليه بتاريخ 2014-10-27.
2. ↑  "دايسوكي أوكو". فرق كرة القدم الوطنية. Benjamin Strack-Zimmerman. اطلع عليه بتاريخ 2020-06-26.
3. ↑  دايسوكي أوكو على فرق كرة القدم الوطنية.كوم